# Veranópolis ECRC
Der Veranópolis Esporte Clube Recreativo e Cultural ist ein Fußballverein aus Veranópolis im brasilianischen Bundesstaat Rio Grande do Sul.

## Geschichte
Veranópolis wurde am 15. Januar 1992 aus dem Zusammenschluss zweier rivalisierender Vereine der Stadt Veranópolis gegründet. Dieses waren der Clube Atlético Veranense Recreativo e Cultural und Grêmio Esportivo e Cultural Dalban. Bereits 1976 war hierzu ein erster Anlauf unternommen worden, als beide Klubs in finanzielle Schwierigkeiten gerieten.
Der in den Farben blau, rot und weiß spielende Veranense, wurde am 16. Juni 1946 gegründet und hatte ihren Sitz im Stadtteil Palugana in Veranópolis. Ihr Heimstadion war das Alsemiro Laurino Guzzo in Palugana. Der Klub hatte sechs Mal in der zweiten Liga der Staatsmeisterschaft von Rio Grande do Sul gespielt (1979, 1986, 1987, 1988, 1989, 1991) sowie zwei Mal (1977, 1980) in deren dritten Liga.
Der in den Farben grün und weiß spielende Dalban, wurde am 31. August 1957 gegründet. Dalban war die Kombination aus den Namen der Construtora DAL Bó Ltda. und der Banco Nacional do Comércio S/A. Deren Stadion, das Estádio Antônio David Farina, wurde das künftige des VEC. Der Klub hatte drei Mal in der zweiten Liga der Staatsmeisterschaft gespielt (1987, 1988, 1989).
Um ihre Türen nicht zu schließen, beschlossen die beiden sich zusammenzuschließen. Die Fusion geriet jedoch über Streitigkeiten bezüglich der Vermögenswerte der Klubs ins Stocken und wurden abgebrochen. Nachdem sich die Situation der Klubs nicht verbesserte, wurden neue Verhandlungen über die Fusion aufgenommen. Nach einer weiteren Verhandlungsrunde der Veranópolis Esporte Clube Recreativo e Cultural, übersetzt Veranópolis Sport Freizeit und Kulturclub, gegründet.

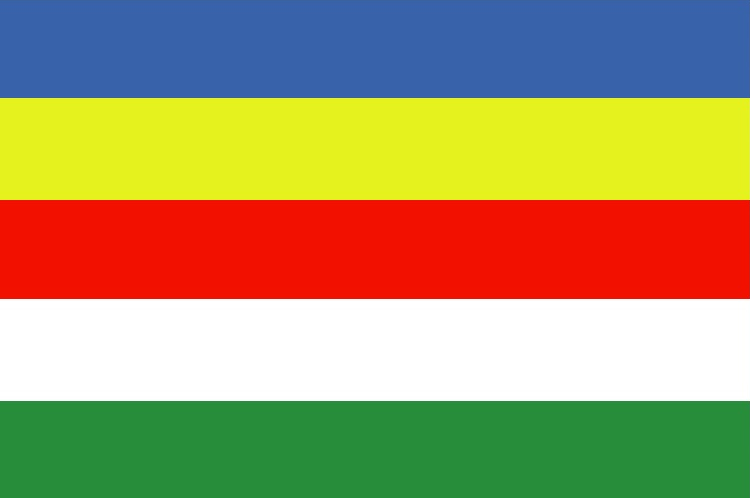
Farben des VEC

Um es allen recht zu machen, entschieden die Verantwortlichen, die Farben jedes Vereins zu vereinen. VEC erhielt das Blau und Rot von Veranense, das Grün und Weiß von Dalban und Gelb, das in der Flagge der Gemeinde Veranópolis vorhanden ist.
Ab dem Jahr seiner Gründung trat VEC in der Staatsmeisterschaft an. Er übernahm 1992 den Startplatz von Veranense in der zweiten Liga. Erster Trainer des Klub wurde der spätere Trainer der brasilianischen Fußballnationalmannschaft Tite. Dieser führte die Mannschaft 1993 zur Meisterschaft und damit in die erste Liga 1994.
Mehrmals erreichte man die Halbfinals der obersten Liga. 1997 spielte man im Juni gegen SC Internacional. Das Hinspiel konnte VEC zuhause mit 2:1 gewinnen. Im Rückspiel unterlag man 0:3. Die Entscheidung fiel in der Nachspielzeit mit 2:0 für Internacional. Auch in der Folgesaison kam der Klub ins Halbfinale und wieder war der Gegner Internacional. Endete das erste Spiel daheim noch 0:0, war der Konkurrent im zweiten mit 4:0 erfolgreich. Das dritte Halbfinale war dann 1999 gegen Grêmio FBPA. Auch dieses Mal konnte VEC nicht durchsetzen. Die Treffen endeten 0:2, 3:3 und 1:2. Ein weiteres Halbfinale gab es 2007, als die Mannschaft im Halbfinale gegen den EC Juventude mit 0:2 und 2:1 verlor.
2007 gab der Klub sein Debüt im Copa do Brasil, dem nationalen Pokalwettbewerb. Hier traf VEC im Copa do Brasil 2007 in der ersten Runde auf den Cruzeiro EC und schied nach 0:0 und 0:1 aus. Auch bei seiner zweiten Beteiligung beim Copa do Brasil 2013, kam der Klub über die erste Runde nicht hinaus. Die Spiele gegen den EC Santo André schloss man mit 1:0 und 0:2 ab.

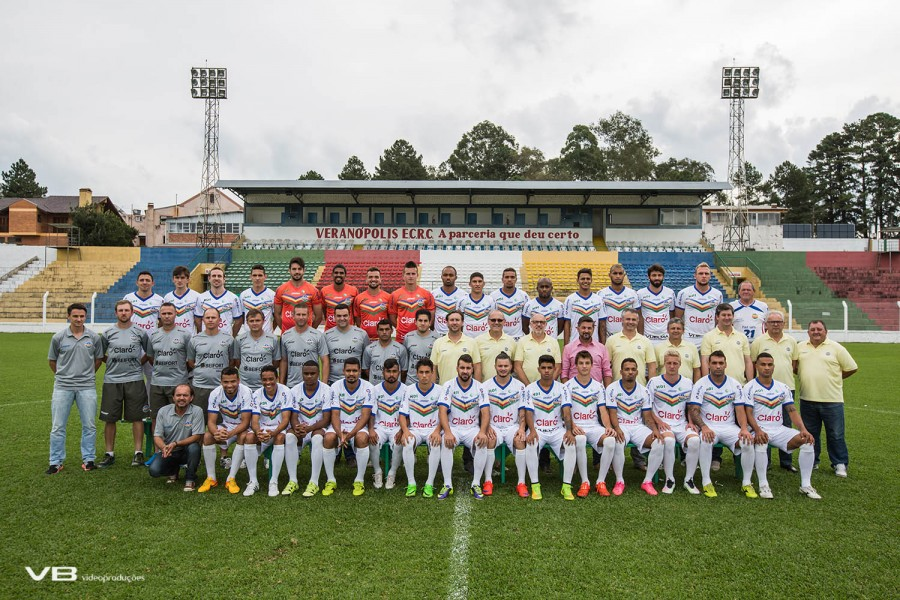
Mannschaft 2016

VEC konnte sich bis einschließlich 2019 in der Série A der Staatsmeisterschaft halten. In der Saison konnte der Klub in seinen elf Spielen nur fünf Unentschieden erreichen und musste als Letzter in die Série A2 absteigen, in welcher seitdem antritt.
Im März 2025 gab der Klub bekannt, dass dieser wieder in finanziellen Schwierigkeiten steckt und der Bestand des Profifußballs nicht gesichert sei.

### Teilnahme an Fußballwettbewerben
| Wettbewerb                   | Teilnahmen                 |
| ---------------------------- | -------------------------- |
| Copa do Brasil               | 02× – 2007, 2013           |
| Staatsmeisterschaft Série A  | 26× – 1994–2019            |
| Staatsmeisterschaft Série A2 | 06× – 1992–1993, 2020–2024 |
| Staatspokal                  | 02× – 2004, 2014           |

### Erfolge
- Staatsmeisterschaft von Rio Grande do Sul Série A2: 1993

## Frauenfußball
VEC unterhielt auch eine Frauenfußballmannschaft. Diese nahm zumindest an der Staatsmeisterschaft von Rio Grande do Sul 2003 teil. Ein Bestand dieses Teams ist nicht nachgewiesen.